# Sông Danube
Sông Danube (hay Đa-nuýp trong tiếng Việt) là sông dài thứ hai ở châu Âu (sau sông Volga ở Nga). Sông bắt nguồn từ vùng Rừng Đen của Đức, là hợp lưu của hai dòng sông Brigach và Breg. Lưu vực sông Danube được tính từ vùng Donaueschingen là điểm hai con sông được nhắc tới ở trên gặp nhau. Sông dài 2850 km, chảy qua nhiều nước Trung và Đông Âu và đổ vào Biển Đen.

## Từ nguyên
Danube là một tên sông trong tiếng Âu Cổ bắt nguồn từ *dānu của tiếng Ấn-Âu nguyên thủy. Các tên sông chung gốc khác là Dunaj, Dzvina/Daugava, Don, Donets, Dnieper, Dniestr, Dysna và Tana/Deatnu. Trong tiếng Phạn Vệ Đà, dānu có nghĩa là "chất lỏng, giọt sương" và dānuja có nghĩa là "sinh ra từ dānu" hoặc "sinh ra từ giọt sương". Trong tiếng Avesta, từ tương tự có nghĩa là "sông". Trong Rigveda, nữ thần Danu là mẹ của Vrtra, "một con rồng chặn sông". Người Phần Lan gọi dòng Danube là Tonava, rất có thể có nguồn gốc từ tên con sông trong tiếng Đức là Donau. Tên tiếng Sámi của con sông là Deatnu, nghĩa là "Sông lớn". Dānu trong tiếng Scythia cổ có lẽ là danh từ chung chỉ các con sông: Dnieper và Dniestr, Danapris và Danastius, được cho là hậu duệ của lần lượt hai từ tiếng Scythia *dānu apara "sông xa" và *dānu nazdya- "sông gần".
Con sông này được người Hy Lạp cổ đại gọi là Istros (Ἴστρος) vay mượn từ tiếng Daco-Thracia có nghĩa là 'mạnh mẽ, nhanh chóng', có lẽ bắt nguồn từ tên cổ là Dniester (Danaster trong tiếng Latinh, Tiras trong tiếng Hy Lạp) và tương tự như từ turos 'nhanh chóng' trong tiếng Iran và iṣiras (इषिरस्) 'nhanh chóng' trong tiếng Phạn, đều có gốc từ tiếng Ấn-Âu nguyên thủy (PIE) là *isro-, *sreu 'chảy'. Vào thời Trung cổ, Tiras trong tiếng Hy Lạp được mượn sang tiếng Ý thành Tyrlo và lan sang ngữ hệ Turk thành Tyrla, tiếng Thổ Nhĩ Kỳ tiếp tục ảnh hưởng sang tiếng Rumani thành Turlă.
Con sông được gọi là Matoas trong tiếng Thraco-Phrygia, nghĩa là "kẻ mang lại may mắn".
Trong tiếng Latinh, sông Danube được biết đến với nhiều tên khác nhau là Danubius, Danuvius, Ister hoặc Hister. Tên Latinh của con sông là giống đực, cũng như tất cả các tên Slav của nó, ngoại trừ tiếng Slovene (tên sông Rhine cũng là giống đực trong tiếng Latinh, hầu hết các ngôn ngữ Slav, và cả trong tiếng Đức). Donau trong tiếng Đức (Tiếng Đức cận đại Donaw, Tonaw, tiếng Đức Thượng trung kỳ Tuonowe) là giống cái, vì chứa hậu tố -ouwe "đất ngập nước".
Tên con sông trong tiếng Rumani là Dunărea, khác với các ngôn ngữ xung quang do nó là giống cái. Ngữ pháp này chắc chắn không được kế thừa từ tiếng Latinh, mặc dù tiếng Rumani là một ngôn ngữ thuộc nhóm Rôman. Để giải thích sự biệt lập này, các nhà ngôn học cho rằng tên tiếng Rumani của con sông có nguồn gốc từ tiếng Thracia *Donaris. Căn tố Ấn-Âu nguyên thủy của cái tên này cõ lẽ liên quan với tiền tố "don-"/"dan-" tiếng Iran, còn hậu tố giả định -aris xuất hiện trong tên cổ của sông Ialomița, Naparis, và con sông Miliare được Jordanes nhắc tới trong tác phẩm Getica. Gábor Vékony cho rằng giả thuyết này không hợp lý, bởi vì người Hy Lạp đã mượn Istros từ người Thracia bản địa. Ông đề xuất rằng tên Rumani của dòng sông là từ mượn của một ngôn ngữ Turk (tiếng Cuman hoặc tiếng Pecheneg).
Tên hiện đại của sông Danube ở châu Âu lần lượt là: Donau (tiếng Đức), Danube (tiếng Anh, tiếng Pháp) Dunaj (tiếng Slovakia), Duna (tiếng Hungary), Dunav (tiếng Croatia), Дунав (Serbia và Bulgaria), Dunărea (tiếng România), Дунай (tiếng Ukraina), Danuvius (tiếng Latinh), Tuna (tiếng Thổ Nhĩ Kỳ).

## Địa lý
Sông Danube chảy qua các nước theo thứ tự: Đức, Áo, Slovakia, Hungary, Croatia, Serbia, Bulgaria, România, Moldova và Ukraina.
Các phụ lưu chính của sông Danube theo thứ tự từ nguồn đến cửa sông: Iller - Lech - Regen (đổ vào sông Danube tại Regensburg) - Isar - Inn (nhập dòng tại Passau) - Enns - Morava - Leitha - Váh (nhập dòng tại Komárno) - Hron - Ipel - Sió - Drava - Vuka - Tisza - Sava (nhập dòng tại Belgrade) - Tamiš - Velika Morava - Caraş - Jiu - Iskar - Olt - Vedea - Argeş - Ialomiţa - Siret - Prut.

### Phần nước Đức

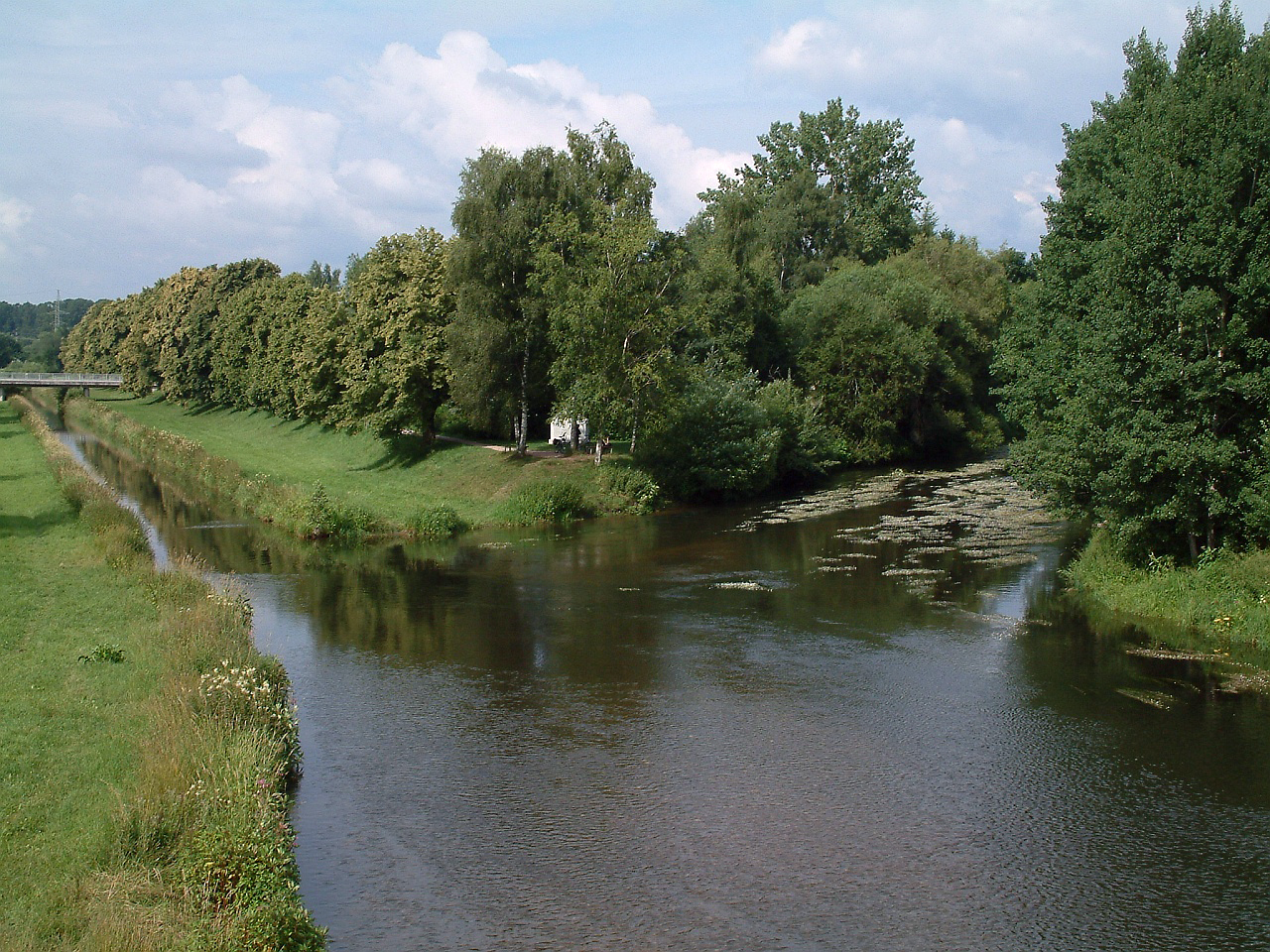
nhập từ sông Brigach (đằng sau phải) và sông Breg (đằng sau trái) vào sông Danube tại Donaueschingen

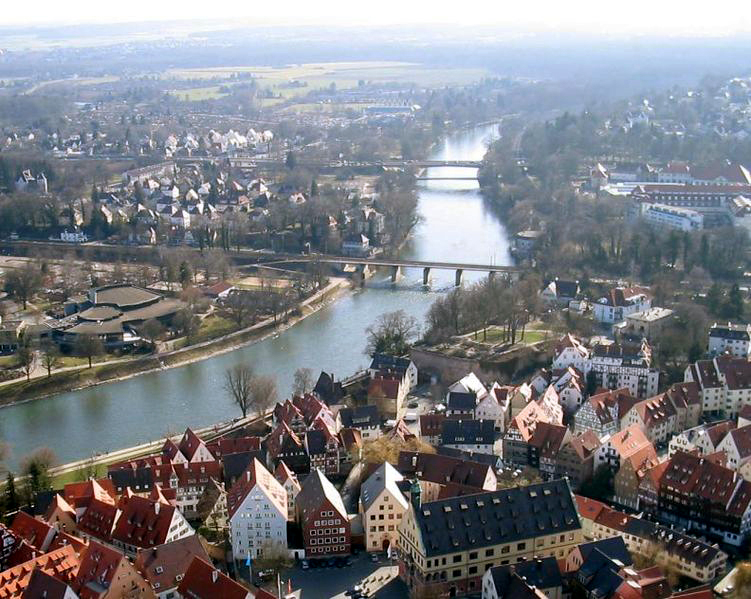
Sông Danube tại Ulm (nhìn từ Ulmer Münster)

Sông Danube bắt nguồn cách Donaueschingen 1,4 Km về phía đông durch do hai sông Brigach và Breg nhập lại.
Ở nước Đức từ nguồn sông Breg cho tới biên giới Đức-Áo là một đoạn dài 618 Kilometer; coi như là một đoạn sông dài thứ tư ở Đức. Những thành phố lớn nhất nằm dọc theo dòng sông là Tuttlingen, Ulm, Neu-Ulm, Neuburg an der Danube, Ingolstadt, Regensburg, Straubing và Passau (theo thứ tự dòng nước chảy).

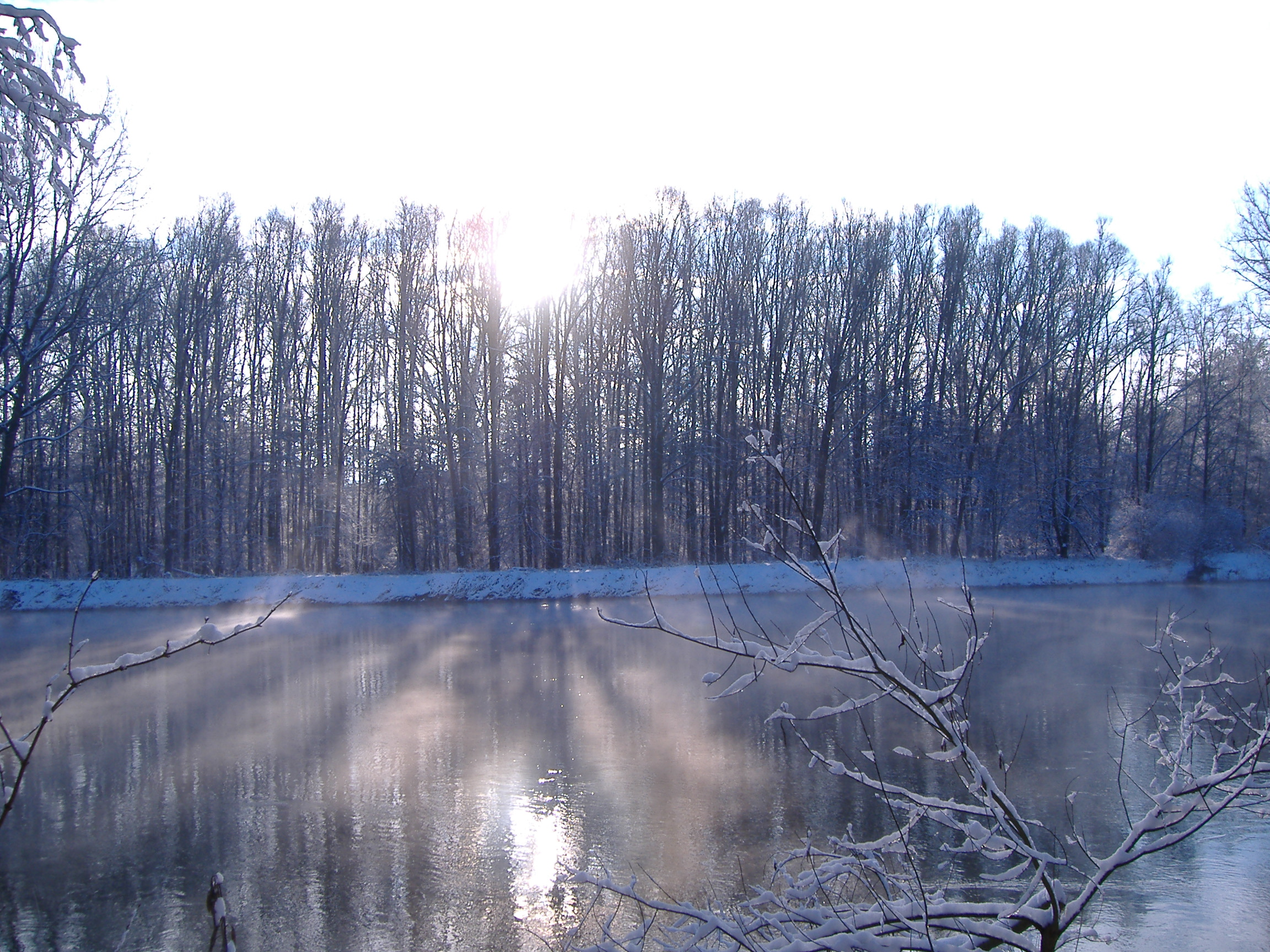
Sông Danube vào mùa đông tại Dillingen an der Danube

Những phụ lưu quan trọng bên hữu ngạn là 
Iller tại Neu-Ulm, Lech tại Marxheim (phía tây của Donauwörth), Isar tại Deggendorf và cuối cùng tại Passau là sông Inn; hữu ngạn là sông Donauwörth tại Wörnitz, sau Kelheim là sông Altmühl và sau cùng tại Regensburg sông Naab và sông Regen.

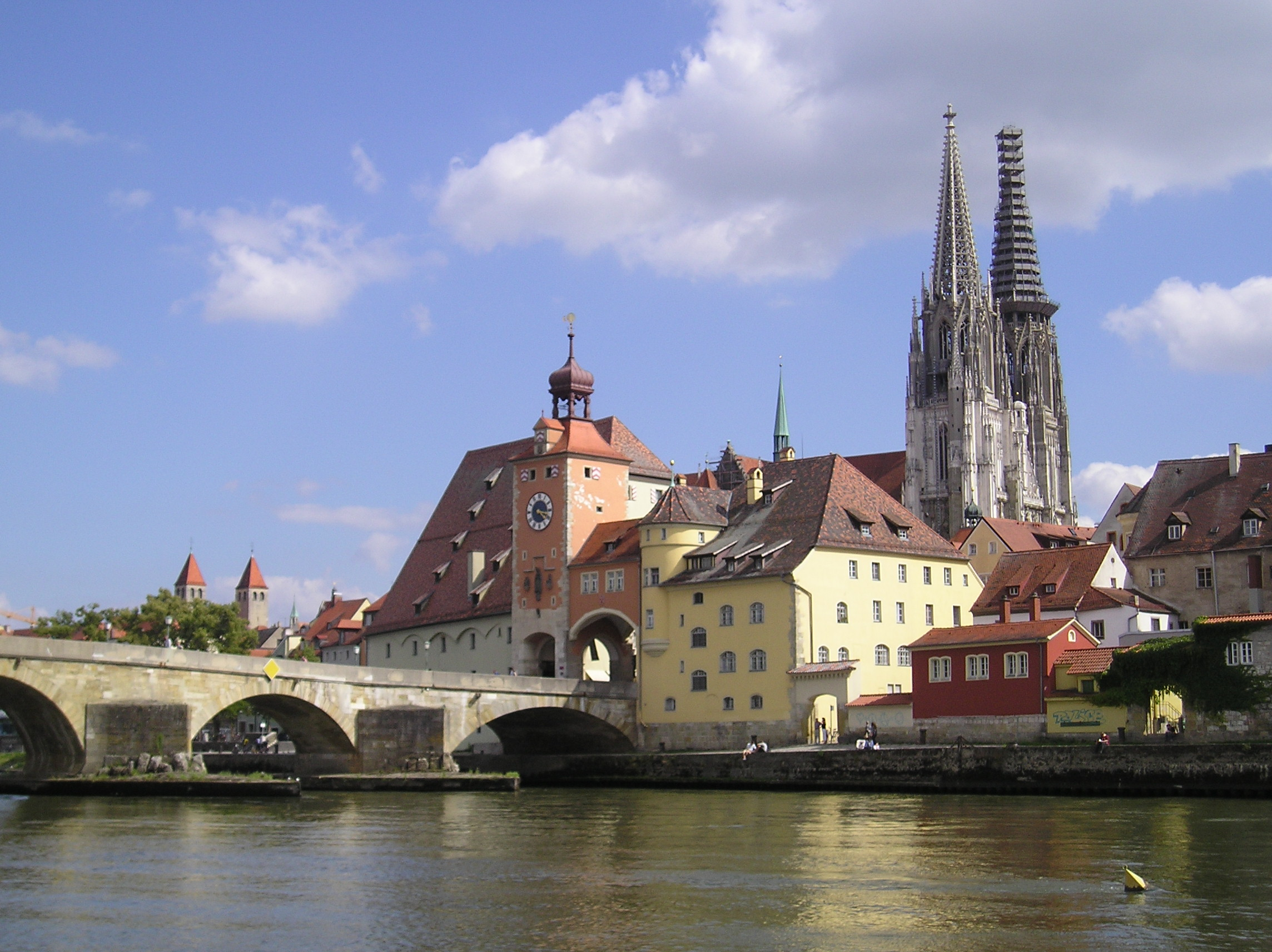
Cổ thành của Regensburg và Stadtamhof với nhà thờ chính và cầu Steinerer Brücke, UNESCO-Welterbe từ năm 2006

Những kiến trúc quan trọng dọc theo dòng sông là nhà dòng Erzabtei Beuron, lâu đài Fürstenschloss của dòng họ Hohenzollern tại Sigmaringen, nhà thờ Gotik Münster zu Ulm với cái tháp nhà thờ cao nhất thế giới (161,53 m), tại eo Weltenburger Enge nhà dòng Abtei Weltenburg và Befreiungshalle tại Kelheim. Kế đó là cầu đá Steinerne Brücke và nhà thờ Dom St. Peter tại Regensburg cũng như tượng đài Walhalla tại Donaustauf.

## Đồng bằng châu thổ sông Danube
Châu thổ sông Danube là một di sản thế giới từ năm 1991. Các vùng đất ngập nước của nó (theo danh sách các vùng đất ngập nước quan trọng trên thế giới Ramsar) là nơi cư trú và dừng chân của nhiều loài chim di cư, bao gồm các loài có nguy cơ bị đe dọa như Phalacrocorax pygmaeus. Châu thổ là nơi cư trú của hơn 300 loài chim cũng như 45 loài cá nước ngọt.
Châu thổ sông Danube (tiếng Romania: Delta Dunării phát âm [ˈdelta ˈdunərij]; tiếng Ukraina: Дельта Дунаю, Del'ta Dunaju) là đồng bằng châu thổ sông lớn thứ 2 ở châu Âu sau đồng bằng châu thổ sông Volga và là nơi được bảo tồn tốt nhất trên lục địa. Phần lớn của châu thổ này nằm trên lãnh thổ Romania (quận Tulcea), trong khi phần phía bắc, thuộc bờ trái của nhánh Chilia thì nằm trên lãnh thổ Ukraina (tỉnh Odessa). Diện tích bề mặt khoảng 4152 km², trong đó 3446 km² thuộc Romani. Nếu kể cả các đầm phá của Razim-Sinoe (1015 km² trong đó có 865 km² mặt nước), nằm ở phía nam của đồng bằng, nhưng có mối quan hệ về địa lý và sinh thái, thì tổng diện tích của châu thổ lên đến 5165 km².

## Hợp tác quốc tế

### Sinh thái và môi trường

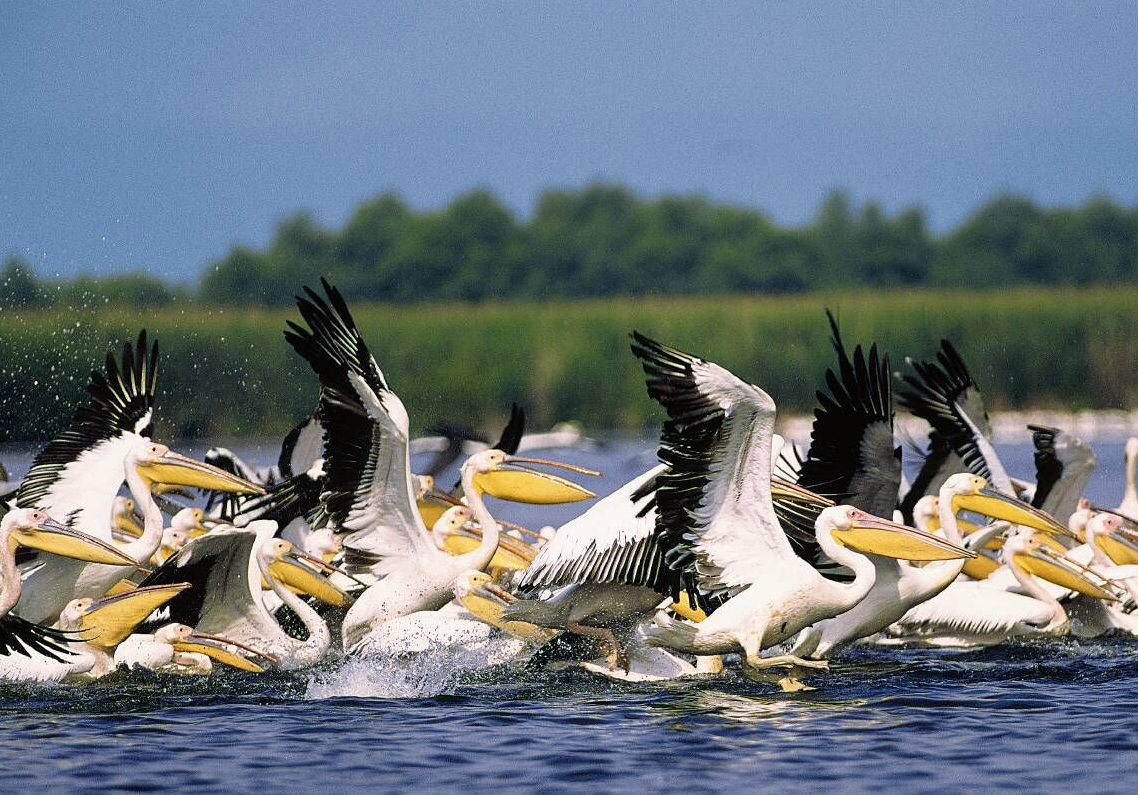
Bồ nông ở đồng bằng tam giác châu sông Danube, Rumani

Tổ chức quốc tế về bảo vệ sông Danube (ICPDR) là một tổ chức bao gồm 14 quốc gia và cùng lãnh thổ (Đức, Áo, cộng hòa Séc, Slovakia, Slovenia, Hungary, Croatia, Bosnia và Herzegovina, Serbia, Bulgary, Romani, Moldova, Montenegro và Ukraina) và EU. Tổ chức này được thành lập năm 1998 để quản lý tòa bộ lưu vực sông Danube, bao gồm các chi lưu và các tài nguyên nước ngầm. Mục tiêu của tổ chức này là thực hiện công ước về bảo vệ sông Danube bằng cách thúc đẩy và điều phối việc quản lý nguồn nước một cách cân bằng và bền vững, bao gồm bảo tồn, cải thiện và sử dụng hợp lý tài nguyên nước và thực hiện chỉ thị khung về nước của EU.

### Giao thông thủy
Ủy ban Danube quan tâm đến dự duy trì và phát triển các điều kiện giao thông trên sông. Ủy ban này được 7 quốc gia có ranh giới với sông này thành lập năm 1948. Các thành viên tham gia gồm Áo, Bulgary, Croatia, Đức, Hungary, Moldova, Slovakia, Romani, Nga, Ukraina, và Serbia, và hội họp định kỳ 2 lần mỗi năm.